# Dennis (film)
Dennis (originaltitel: Dennis the Menace) är en amerikansk komedifilm från 1993 i regi av Nick Castle. Filmen är baserad på den tecknade serien Dennis.

## Handling
Dennis föräldrar ska resa bort och han ska bo hos Wilsons. Herr Wilson tål inte Dennis, men Dennis vill bara hjälpa alla, även tjuven som han träffar.

## Rollista (urval)
- Mason Gamble – Dennis Mitchell
- Walter Matthau – Mr. George Wilson
- Joan Plowright – Mrs. Wilson
- Robert Stanton – Henry Mitchell
- Lea Thompson – Alice Mitchell
- Christopher Lloyd – Switchblade Sam
- Natasha Lyonne – Polly

### Svenska röster
- Sebastian von Wachenfeldt – Dennis
- Lars Edström – Farbror Nilsson
- Margreth Weivers – Fru Nilsson
- Jan Mybrand – Henry Mitchell
- Maria Weisby – Alice Mitchell
- Lars-Göran Persson – Sam Stilett
- Håkan Waara – Jojje
- Sally Kahn – Maggan
- Kristian Almgren – Micke
- Frida Edström – Polly
- Marie Ahl – Andrea
- Hans Wigren – Polisen
- Ulf Eklund – Little
- Britt Olofsson – Edit

- Översättning och bearbetning – Britt Olofsson och Lars Edström
- Dialogregi – Britt Olofsson
- Tekniker – Lars Klettner
- Producent – Mari-Anne Barrefelt
- Svensk version producerad av Barrefelt produktion inspelad hos Europa Studios[1]

## Om filmen
Filmen är inspelad på ett flertal platser i Illinois, bland annat Chicago och Evanston. Den hade premiär i Australien och USA den 25 juni 1993. Den svenska premiären var den 13 augusti 1993, filmen är tillåten från 7 år.

## Musik i filmen
- "Don't Hang Up", skriven av Kal Mann och Dave Appell, framförd av The Orlons
- "A String of Pearls", skriven av Jerry Gray framförd av Glenn Miller och hans orkester
- "Whatcha Know Joe", skriven av James Young, framförd av Jo Stafford